# Панасюк Надія Степанівна
Надія Степанівна Панасюк (1948, село Буркачі, тепер Горохівського району Волинської області) — українська радянська діячка, новатор сільськогосподарського виробництва, свинарка колгоспу імені Богдана Хмельницького Горохівського району Волинської області. Депутат Верховної Ради УРСР 8-го скликання.

## Біографія
Народилася в селянській родині. Закінчила сільську восьмирічну школу. Член ВЛКСМ.
Трудову діяльність розпочала колгоспницею комсомольсько-молодіжної ланки колгоспу імені Богдана Хмельницького Горохівського району Волинської області.
З кінця 1960-х років — свинарка буркачівської комплексної бригади колгоспу імені Богдана Хмельницького (центральна садиба у селі Мерва) Горохівського району Волинської області. У 1971 році вирощувала до шестимісячного віку триста голів племінного молодняка свиней.
Без відриву від виробництва закінчила середню школу.